# Goujure
 (novembre 2022).
 (novembre 2022).
Si vous disposez d'ouvrages ou d'articles de référence ou si vous connaissez des sites web de qualité traitant du thème abordé ici, merci de compléter l'article en donnant les références utiles à sa vérifiabilité et en les liant à la section « Notes et références ».
Sur un outil pour l'usinage (par enlèvement de copeaux), la goujure est une sorte de rainure droite ou hélicoïdale.
Sur une des arêtes formées par cette goujure, il y a le listel / la dent.
L'hélice peut être à droite ou à gauche.
Cette forme à plusieurs fonctions :
- dégagement des copeaux
- conduit pour le lubrifiant

Outils sur lesquels il y a une ou plusieurs goujures :
- Foret (hélicoïdale)
- Foret étagé (première et deuxième goujure)
- Alésoir (et aussi à coupe descendante…)
- Taraud (goujure droite ou hélicoïdale)